# Malapo
Malapo – wieś na Tonga; na wyspie Tongatapu.
W miejscowości urodził się Taufaʻao Filise - tongijski rugbista.